# Chlorospatha
Chlorospatha — род многолетних вечнозелёных травянистых растений семейства Ароидные (Araceae).

## Ботаническое описание
Небольшие или среднего размера вечнозелёные травы, содержащие млечный сок.
Стебель от наземного до более-менее подземного, от отсутствующего до удлинённого, от стелющегося до вертикального.

### Листья
Листья от одного до нескольких. Влагалища длинные.
Листовая пластинка сердцевидная, стреловидная, копьевидная, трёхраздельная на три равные части, перисторассечённая или перистораздельная. Основные жилки хорошо развиты; первичные боковые жилки перистые, сливаются в общую подкраевую жилку; одна или две заметные краевые жилки также имеются; вторичные и третичные боковые жилки проходят к первичным под большим углом, сливаясь в общую межпервичную жилку; жилки более высокого порядка образуют сетчатый узор.

### Соцветия и цветки
Соцветия 3—8 в каждом симпоидальном ветвлении. Цветоножка очень тонкая, немного короче черешков, поддерживается во влагалищах.
Покрывало с перетяжкой; трубка со свёрнутыми краями, узкая, удлинённая, от более-менее цилиндрической до эллипсоидной, не опадающая; пластинка от лодковидной до более широкораскрытой, иногда завёрнутая внутрь, от немного узкоэллиптической до ланцетовидной, опадающая после цветения.
Початок: женская зона свободная или сросшаяся с покрывалом, с редкими или плотно расположенными цветками, отделённая от мужской зоны более длинной или более короткой стерильной зоной с плотно расположенными цветками; мужская зона с плотно расположенными цветками, репродуктивная до самой вершины.
Цветки однополые, без околоцветника. Мужской цветок состоит из 3—5тычинок; тычинки сросшиеся в усечённый синандрий, глубоко или мелколопастные; общий связник утолщённый; теки простирающиеся почти до основания синандрия, продолговатые, вскрываются коротким продольным разрезом. Пыльца сферическая или полусферическая, среднего размера (26 мкм). Стерильный цветок: состоит из одного свободного стаминодия или сросшегося частично или полностью, грибовидного или 3—4-лопастного неправильной формы синандродия, изредка призматического. Женский цветок: гинецей от полуяйцевидного по полусферического; завязь (1)2—4(5)-гнёздная; семяпочек по нескольку в одном гнезде, от анатропных до полуанатропных; фуникул довольно длинный; плацента ложноосевая или осевая, изредка базальная; столбик от короткого до относительно длинного, обычно продлённый в тонкую, распростёртую недолговечную мантию, смежную с соседними, обычно содержащую многочисленные красные хромопласты, изредка только с одним коротким, наподобие оправы, боковым выростом; рыльце полусферическое или слегка лопастное.

### Плоды
Плоды — сжато-шаровидные ягоды с 3—5 бороздками, с остатками рылец, многосемянные, от белых до желтоватых.
Семена мелкие, от яйцевидных до эллипсоидных, белые; теста продольноребристая; зародыш удлинённый, осевой; эндосперм обильный.

## Распространение
Встречаются в Центральной и Южной Америке: Коста-Рика, Панама, Колумбия, Эквадор.
Растения растут в тропических влажных лесах; на земле или среди лесной подстилки, по берегам ручьёв или среди болот.

## Классификация

### Виды
В роду 24 вида:
- Chlorospatha amalfiensis Croat & L.P.Hannon
- Chlorospatha antioquiensis Croat & L.P.Hannon
- Chlorospatha atropurpurea (Madison) Madison
- Chlorospatha besseae Madison
- Chlorospatha betancurii Croat & L.P.Hannon
- Chlorospatha callejasii Croat & L.P.Hannon
- Chlorospatha castula (Madison) Madison
- Chlorospatha cogolloi Croat & L.P.Hannon
- Chlorospatha corrugata Bogner & Madison
- Chlorospatha croatiana Grayum
- Chlorospatha cutucuensis Madison
- Chlorospatha dodsonii (G.S.Bunting) Madison
- Chlorospatha gentryi Grayum
- Chlorospatha hammeliana Grayum & Croat
- Chlorospatha hastifolia Bogner & L.P.Hannon
- Chlorospatha ilensis Madison
- Chlorospatha kolbii Engl. typus
- Chlorospatha kressii Grayum
- Chlorospatha lehmannii (Engl.) Madison
- Chlorospatha longipoda (K.Krause) Madison
- Chlorospatha luteynii Croat & L.P.Hannon
- Chlorospatha macphersonii Croat & L.P.Hannon
- Chlorospatha mirabilis (Mast.) Madison
- Chlorospatha nicolsonii Croat & L.P.Hannon